# Zenon Przesmycki

Blason du Clan Kuszaba (Paprzyca)

Zenon Przesmycki herb Paprzyca, dit Miriam, né le 22 décembre 1861 à Radzyń Podlaski et mort le 17 octobre 1944 à Varsovie, est un poète, un traducteur et un critique d'art polonais de la période littéraire Jeune Pologne, membre de l'Académie polonaise de littérature.

## Biographie
Il termine ses études secondaires avec une médaille d'or et part étudier le droit en Italie, en France et en Angleterre. Il est rédacteur en chef (1887-1888) de Życie (Vie), magazine ayant eu un impact important sur le développement du Modernisme en Pologne. Il vit à Paris et Vienne en 1889-1900 puis retourne en Pologne où il est nouveau rédacteur en chef de Życie mais cette fois à Cracovie.
Membre de l'Académie polonaise de littérature, Przesmycki découvre et popularise l'œuvre du poète national polonais Cyprian Kamil Norwid, alors presque oublié en exil. Il publie la revue d'art Chimera (1901-1908), avec des œuvres de Norwid. Il traduit de nombreuses œuvres de Charles Baudelaire, Paul Verlaine, Edgar Allan Poe et Algernon Charles Swinburne. Il est brièvement ministre de la Culture et de l'Art en 1919, au début de la Deuxième République de Pologne, et président de la Société polonaise pour la protection du droit d'auteur.
Il comptait parmi ses amis le poète Bolesław Leśmian, avec qui il travaillait en collaboration, et le poète Antoni Lange qui lui écrivit une ode dans sa série Pieśni dla przyjaciół ("Odes aux amis"). Il épousa en 1908 Anielą de Hoene (1867-1938), petite-nièce du philosophe et mathématicien Josef Hoëné-Wronski, sans postérité.

## Décorations
- Commandeur avec étoile de l'ordre Polonia Restituta
- Commandeur de la Légion d'honneur (France)
- Commandeur de l'ordre de Léopold (Belgique)
- Commandeur de l'ordre du Lion blanc (Tchécoslovaquie)

## Source
- Stanisława Łozy : Czy wiesz kto to jest? pod ogólną red, Wydawnictwo Głównej Księgarni Wojskowej, Warszawa 1938.
- Czesław Miłosz : The history of Polish literature, University of California Press. p. 270, 324–325, 1983
- Przesmycki, Zenon, 1861-1944, Instytut Książki, Kraków, 2011